# Amadeo al Spaniei
Amadeo I (n. 30 mai 1845, Torino, Regatul Sardiniei⁠(d) – d. 18 ianuarie 1890, Torino, Regatul Italiei) a fost singurul rege al Spaniei din Casa de Savoia. A fost al doilea fiu al regelui Victor Emanuel al II-lea al Italiei și cunoscut pentru cea mai mare parte a vieții sale ca Duce de Aosta. A domnit pentru o scurtă perioadă a rege al Spaniei, din 1870 până în 1873.

## Biografie

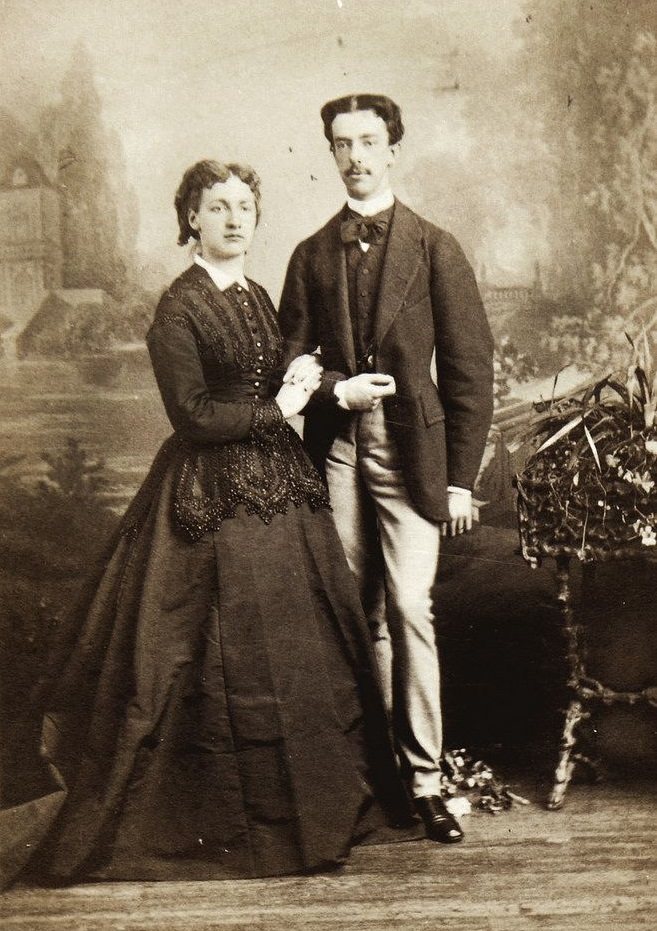
Prințul Amedeo de Savoia cu prima sa soție, Maria Vittoria dal Pozzo, Prințesă della Cisterna.

Prințul Amedeo de Savoia s-a născut la Torino, Italia. A fost al doilea fiu al regelui Vittorio Emanuele al II-lea (rege al Piemont, Savoia, Sardinia și, mai târziu, primul rege al Italiei) și af Arhiducesei Adelaide de Austria. La naștere a primit titlul de Duce de Aosta.
În 1867 tatăl său a cedat rugăminților parlamentarului Francisco Cassins, și la 30 mai Amedeo s-a căsătorit cu Dona Maria Vittoria dal Pozzo. Inițial, regele s-a opus căsătoriei pe motivul că familia ei nu era suficient de nobilă, el sperând pentru fiul său o căsătorie cu o prințesă germană.
Dona Maria Vittoria, care aparținea nobilimii piemonteze, era singura moștenitoare a averii tatălui ei. Mama Mariei Vittoria, Louise de Mérode, nepoata Prințului de Rubempré și a Prințesei van Grimberghe, aparținea uneia dintre primele case nobile a Belgiei. Sora mai mică a Louisei, Antoinette, era căsătorită cu Carol al III-lea, Prinț de Monaco.
În martie 1870, ducesa a apelat la rege pentru a-și dojeni fiul pentru infidelitățile care o răneau atât de tare, însă regele i-a răspuns că deși îi înțelege sentimentele, considera că ea nu avea dreptul să dicteze comportamentul soțului ei și că gelozia ei era nepotrivită.

### Rege al Spaniei
După ce revoluția spaniolă a detronat-o pe regina Isabela a II-a, noua curte a decis să reinstaleze monarhia sub o nouă dinastie. Ducele de Aosta a fost ales rege sub numele de Amadeus la 16 noiembrie 1870. El a depus jurământul la Madrid, la 2 ianuarie 1871.
Alegerea noului rege a coincis cu asasinarea generalului Marqués de los Castillejos, principalul său susținător. După aceea, Amadeo avut de a face cu situații dificile, cu politicile instabile spaniole, conspirații republicane, revolte carliste, litigii între persoane din același partid, guvernări scurte și tentative de asasinat.
El a putut conta doar pe sprijinul partidului progresist. Progresiștii s-au împărțit în monarhiști și constituționaliști, lucru care a dus la înrăutățirea instabilității, și în 1872 o izbucnire violentă a conflictelor interpartinice a lovit la vârf. A fost o revoltă carlistă în regiunile basce și catalane, și după aceea, au izbucnit revolte republicane în orașe din întreaga țară. Corpul de artilerie al armatei a intrat în grevă iar guvernul a cerut regelui să-i disciplineze.
Cu posibilitatea de a domni fără sprijin popular, Amadeus a emis un ordin împotriva corpului de artilerie și apoi imediat a abdicat de pe tronul Spaniei la 11 februarie 1873. La ora zece în aceeași noapte, Spania a fost proclamată republică, în timp ce Amadeo și-a făcut apariția în fața curții, proclamând poporul spaniol neguvernabil.
Complet dezgustat, fostul monarh a părăsit Spania și s-a întors în Italia, unde și-a reluat titlul de Duce de Aosta. Prima Republică spaniolă a durat mai puțin de un an, iar în noiembrie 1874, fiul Isabelei a II-a, Alfonso al XII-lea, a fost proclamat rege, cu Antonio Cánovas del Castillo drept prim-ministru, din 1873 până la asasinarea sa din 1893.
După decesul primei soții, Amadeo s-a căsătorit cu nepoata sa, Prințesa Maria Letizia Bonaparte (1866-1926), fiica surorii sale Maria Clotilde și a lui Napoléon Joseph Charles Paul Bonaparte, un nepot al lui Napoleon I. Ei au avut un copil, Umberto (1889–1918), care a murit de gripă în timpul Primului Război Mondial.